# Microporella
Genre
Microporella est un genre d'ectoproctes de l'ordre Cheilostomatida.

## Liste d'espèces
Selon World Register of Marine Species (13 avril 2016) :
- Microporella acicularis Winston, 2016
- Microporella agonistes Gordon, 1984
- Microporella alaskana Dick & Ross, 1988
- Microporella ampla Canu & Bassler, 1928
- Microporella antarctica Hu & Wang, 1984
- Microporella antiborealis Liu & Liu, 2001
- Microporella appendiculata (Heller, 1867)
- Microporella arctica Norman, 1903
- Microporella areolata Moyano, 1983
- Microporella areolata O'Donoghue & O'Donoghue, 1923
- Microporella borealis Suwa & Mawatari, 1998
- Microporella browni Harmelin, Ostrovsky, Cáceres-Chamizo & Sanner, 2011
- Microporella californica Busk, 1856
- Microporella catalinensis Soule, Soule & Chaney, 1995
- Microporella ciliata (Pallas, 1766)
- Microporella clypeiformis Liu, 2001
- Microporella collaroides Harmelin, Ostrovsky, Cáceres-Chamizo & Sanner, 2011
- Microporella coronata (Audouin, 1826)
- Microporella cribellata Liu & Liu, 2001
- Microporella cribrosa Osburn, 1952
- Microporella crustula Hayward & Winston, 2011
- Microporella cucullata Canu & Bassler, 1928
- Microporella dentilingua Tilbrook, 2006
- Microporella diademata (Lamouroux, 1824)
- Microporella discors Uttley & Bullivant, 1972
- Microporella echinata Androsova, 1958
- Microporella elegans Suwa & Mawatari, 1998
- Microporella epihalimeda Tilbrook, 2006
- Microporella fimbriata Ryland & Hayward, 1992
- Microporella formosa Suwa & Mawatari, 1998
- Microporella franklini (Soule, Chaney & Morris, 2003)
- Microporella genisii (Audouin in Savigny, 1826)
- Microporella germana Dick & Ross, 1988
- Microporella gibbosula Canu & Bassler, 1930
- Microporella harmeri Hayward, 1988
- Microporella hastigera (Busk, 1884)
- Microporella hastingsae Harmelin, Ostrovsky, Cáceres-Chamizo & Sanner, 2011
- Microporella huanghaiensis Liu, 2001
- Microporella hyadesi (Jullien, 1888)
- Microporella inermis Liu & Liu, 2001
- Microporella infundibulipora Soule, Soule & Chaney, 1995
- Microporella intermedia Livingstone, 1929
- Microporella ketchikanensis Dick, Grischenko & Mawatari, 2005
- Microporella klugei Kuklinski & Taylor, 2008
- Microporella laticella Canu & Bassler, 1928
- Microporella lepralioides Canu & Bassler, 1925
- Microporella lepueana (Soule, Chaney & Morris, 2004)
- Microporella lineata Canu & Bassler, 1929
- Microporella luellae Grischenko, Dick & Mawatari, 2007
- Microporella lunifera (Haswell, 1881)
- Microporella madiba Florence, Hayward & Gibbons, 2007
- Microporella maldiviensis Harmelin, Ostrovsky, Cáceres-Chamizo & Sanner, 2011
- Microporella mandibulata Branch & Hayward, 2005
- Microporella marsupiata (Busk, 1860)
- Microporella mayensis Winston, 1984
- Microporella micropora Tilbrook, 2006
- Microporella monilifera Liu & Liu, 2001
- Microporella neocribroides Dick & Ross, 1988
- Microporella normani Canu & Bassler, 1928
- Microporella ordo Brown, 1952
- Microporella orientalis Harmer, 1957
- Microporella pectinata Tilbrook, 2006
- Microporella personata (Busk, 1854)
- Microporella planata Soule, Soule & Chaney, 1995
- Microporella pontifica Osburn, 1952
- Microporella protea Winston, 2005
- Microporella proxima Ramalho, Muricy & Taylor, 2011
- Microporella pulchra Androsova, 1958
- Microporella pulchra Suwa & Mawatari, 1998
- Microporella rogickae Winston, Hayward & Craig, 2000
- Microporella sanmiguelensis (Soule, Chaney & Morris, 2004)
- Microporella santabarbarensis (Soule, Chaney & Morris, 2004)
- Microporella serrata Mawatari & Suwa, 1998
- Microporella setiformis O'Donoghue & O'Donoghue, 1923
- Microporella speciosa Suwa, Dick & Mawatari, 1998
- Microporella speculum Brown, 1952
- Microporella spicata MacGillivray, 1889
- Microporella stellata (Verrill, 1879)
- Microporella stenoporta Hayward & Taylor, 1984
- Microporella svalbardensis Kuklinski & Hayward, 2004
- Microporella tractabilis Canu & Bassler, 1930
- Microporella trigonellata Suwa & Mawatari, 1998
- Microporella umbonata Hincks, 1883
- Microporella umboniformis Soule, Soule & Chaney, 1995
- Microporella umbonula (Osburn, 1952)
- Microporella umbracula (Audouin, 1826)
- Microporella unca Mawatari & Suwa, 1998
- Microporella vacuatus Liu & Liu, 2001
- Microporella vibraculifera Hincks, 1883
- Microporella waghotensis Guha & Gopikrishna, 2007
- Microporella wrigleyi (Soule, Chaney & Morris, 2004)